# Star Trek: Deep Space Nine/Staffel 4
Die vierte Staffel der US-amerikanischen Fernsehserie Star Trek: Deep Space Nine wurde in den USA zwischen Oktober 1995 bis Juni 1996 erstmals ausgestrahlt, in Deutschland von Oktober bis November 1996 auf Sat.1.

## Episoden und Erstausstrahlung
| Nr. (ges.) | Nr. (St.) | Deutscher Titel            | Originaltitel          | Erstausstrahlung USA | Deutschsprachige Erstausstrahlung (D) | Regie            | Drehbuch                                                                   |
| --- | --------- | -------------------------- | ---------------------- | -------------------- | ------------------------------------- | ---------------- | -------------------------------------------------------------------------- |
| 73/74 | 1/2       | Der Weg des Kriegers       | The Way Of The Warrior | 30. Sep. 1995        | 15. Okt. 1996                         | James L. Conway  | Ira Steven Behr, Robert Hewitt Wolfe                                       |
| Die Klingonen gehen davon aus, dass die cardassianische Regierung von Formwandlern infiltriert wurde um den Alpha-Quadrant zu erobern. Sie planen daher Cardassia zu überfallen und die dortige Regierung zu beseitigen. Da die Föderation, vertreten durch Sisko, zur Vermeidung eines Krieges diesen Plan verhindern will, kündigen die Klingonen ihren Friedensvertrag mit der Föderation auf. Außerdem greifen sie Deep Space Nine mit einer Raumschiffflotte an und entern die Station. Die Stationsbesatzung kann den Angriff jedoch abwehren und die Klingonen ziehen sich wieder zurück. Zwecks Verhandlungen zwischen Sternenflotte und klingonischem Reich holt Sisko auch den einst auf der Enterprise-D eingesetzten Sternenflottenoffizier Worf auf die Station. Er wird fortan neuer Offizier für strategische Operationen. Wegen seiner Weigerung, die klingonische Strategie zu unterstützen, wird Worf aber von seinem Volk geächtet. |           |                            |                        |                      |                                       |                  |                                                                            |
| 75 | 3         | Der Besuch                 | The Visitor            | 7. Okt. 1995         | 16. Okt. 1996                         | David Livingston | Michael Taylor                                                             |
| Als sich auf der Defiant ein Unfall ereignet, gerät Captain Sisko in den Subraum, wo er durch die Zeit reist und auch seinem stark gealterten Sohn begegnet; dieser hilft ihm schließlich dabei, in seine Zeit zurückzukehren. |           |                            |                        |                      |                                       |                  |                                                                            |
| 76 | 4         | Der hippokratische Eid     | Hippocratic Oath       | 14. Okt. 1995        | 17. Okt. 1996                         | René Auberjonois | Lisa Klink, Idee: Nicholas Corea, Lisa Klink                               |
| O’Brien und Bashir treffen auf einem Planeten im Gamma-Quadranten auf gestrandete Jem’Hadar-Soldaten, deren Vorrat an ihrer Droge Ketracel White zur Neige geht und die nun von Bashir das Herstellen eines Ersatzmittels fordern. |           |                            |                        |                      |                                       |                  |                                                                            |
| 77 | 5         | Indiskretion               | Indiscretion           | 21. Okt. 1995        | 18. Okt. 1996                         | LeVar Burton     | Nicholas Corea, Idee: Toni Marberry, Jack Treviño                          |
| Bei der Suche nach einem vor langer Zeit verschollenen Transporter, auf dem sich bajoranische Gefangene und Cardassianer befanden, finden Kira und Dukat die je zur Hälfte bajoranische und cardassianische, uneheliche Tochter Dukats, Tora Ziyal. |           |                            |                        |                      |                                       |                  |                                                                            |
| 78 | 6         | Wiedervereinigt            | Rejoined               | 28. Okt. 1995        | 19. Okt. 1996                         | Avery Brooks     | Ronald D. Moore, René Echevarria; Idee: René Echevarria                    |
| Dax trifft Lenara Kahn wieder, deren früherer Wirt die Frau eines von Dax’ früheren Wirten, Torias Dax, war. Die beiden kämpfen mit ihren Gefühlen füreinander. |           |                            |                        |                      |                                       |                  |                                                                            |
| 79 | 7         | Das Wagnis                 | Starship Down          | 4. Nov. 1995         | 22. Okt. 1996                         | James L. Conway  | Ira Steven Behr, Robert Hewitt Wolfe; Idee: Toni Marberry, Jack Treviño    |
| Bei einem Handelstreffen mit den Karemma wird die Defiant von Jem’Hadar-Raumschiffen angegriffen, gejagt und dabei so schwer beschädigt, dass sie und ihre Besatzung eine Zeitlang in der Atmosphäre eines Gasplaneten gefangen sind. |           |                            |                        |                      |                                       |                  |                                                                            |
| 80 | 8         | Kleine grüne Männchen      | Little Green Men       | 11. Nov. 1995        | 21. Okt. 1996                         | Alexander Singer | David Alan Mack, John J. Ordover                                           |
| Als Quark Rom und dessen Sohn Nog mit einem geschenkten Raumschiff zur Sternenflottenakademie auf der Erde bringt, werden die drei wegen technischer Probleme in das Jahr 1947 versetzt und in einer nordamerikanischen Militärbasis inhaftiert, von wo sie schließlich mit der Hilfe des heimlich mitgereisten Odo wieder fliehen und in ihre Zeit zurückkehren können. |           |                            |                        |                      |                                       |                  |                                                                            |
| 81 | 9         | Das Schwert des Kahless    | The Sword Of Kahless   | 18. Nov. 1995        | 23. Okt. 1996                         | LeVar Burton     | Hans Beimler, Idee: Richard Danus                                          |
| Worf und Dax helfen dem Klingonen Kor dabei, ein altes, sagenumwobenes Schwert zu suchen, und geraten dabei in Lebensgefahr, als sie von Dieben angegriffen werden. |           |                            |                        |                      |                                       |                  |                                                                            |
| 82 | 10        | Unser Mann Bashir          | Our Man Bashir         | 25. Nov. 1995        | 24. Okt. 1996                         | Winrich Kolbe    | Ronald D. Moore, Idee: Robert Gillan                                       |
| Einige Besatzungsmitglieder werden durch einen Defekt beim Beamen in einer Holosuite gefangen, wo sie in Lebensgefahr geraten, als sie in ein Holoprogramm geraten, in dem Dr. Bashir als Geheimagent seine Freizeit verbringt. |           |                            |                        |                      |                                       |                  |                                                                            |
| 83 | 11        | Die Front (1)              | Homefront (1)          | 30. Dez. 1995        | 25. Okt. 1996                         | David Livingston | Ira Steven Behr, Robert Hewitt Wolfe                                       |
| Der Aufenthalt von Formwandlern auf der Erde verursacht unter der Erdbevölkerung Angst vor einem baldigen Angriff des Dominion. Diese Angst schürend, möchte ein Sternenflottenadmiral zwecks besserer Verteidigungsmöglichkeiten die demokratische Erdregierung durch eine Militärherrschaft ablösen. |           |                            |                        |                      |                                       |                  |                                                                            |
| 84 | 12        | Das verlorene Paradies (2) | Paradise Lost (2)      | 6. Jan. 1996         | 26. Okt. 1996                         | Reza Badiyi      | Ira Steven Behr, Hans Beimler; Idee: Ronald D. Moore                       |
| Weil der Putschversuch des Admirals die Absicht des Dominion unterstützt, die Föderation zu destabilisieren, stoppen Sisko und seine Mannschaft den Admiral bei der Umsetzung von dessen Plan. |           |                            |                        |                      |                                       |                  |                                                                            |
| 85 | 13        | Emotionen                  | Crossfire              | 27. Jan. 1996        | 28. Okt. 1996                         | Les Landau       | René Echevarria                                                            |
| Odos verborgene Gefühle für Kira kommen zum Vorschein, als der Erste Minister von Bajor, Shakaar Edon, sie zu umwerben beginnt. |           |                            |                        |                      |                                       |                  |                                                                            |
| 86 | 14        | Zu neuer Würde             | Return To Grace        | 3. Feb. 1996         | 29. Okt. 1996                         | Jonathan West    | Hans Beimler, Idee: Tom Benko                                              |
| Durch das Publikwerden seiner Vaterschaft gesellschaftlich und beruflich ruiniert, möchte Dukat die Anerkennung seines Volkes zurückgewinnen, während er sich mit Kira auf einer Rettungsmission mit einem alten Frachtraumschiff befindet und dabei den Kampf mit den Klingonen sucht. |           |                            |                        |                      |                                       |                  |                                                                            |
| 87 | 15        | Die Söhne von Mogh         | Sons Of Mogh           | 10. Feb. 1996        | 30. Okt. 1996                         | David Livingston | Ronald D. Moore                                                            |
| Worf hilft seinem Halbbruder Kurn dabei, dessen verloren gegangene Ehre wiederherzustellen, dabei zerstören sie auch ein Minenfeld, das Klingonen am Wurmloch errichtet hatten. |           |                            |                        |                      |                                       |                  |                                                                            |
| 88 | 16        | Der Streik                 | Bar Association        | 17. Feb. 1996        | 31. Okt. 1996                         | LeVar Burton     | Robert Hewitt Wolfe, Ira Steven Behr; Idee: Barbara J. Lee, Jenifer A. Lee |
| Quarks Bruder Rom, durch die harten Arbeitsbedingungen in Quarks Bar gesundheitlich angeschlagen, gründet eine Gewerkschaft und organisiert einen Streik. Obwohl er seine Ziele schließlich erreicht, kündigt er und nimmt eine Stelle als Techniker bei der bajoranischen Stationsverwaltung an. |           |                            |                        |                      |                                       |                  |                                                                            |
| 89 | 17        | Die Übernahme              | Accession              | 24. Feb. 1996        | 1. Nov. 1996                          | Les Landau       | Jane Espenson                                                              |
| Ein aus dem Wurmloch erschienener alter Bajoraner behauptet, der Abgesandte zu sein, jedoch kann sich Sisko nach einem Kontakt zu den Propheten von seiner Rolle, der wahre Abgesandte zu sein, überzeugen. |           |                            |                        |                      |                                       |                  |                                                                            |
| 90 | 18        | Das Gefecht                | Rules Of Engagement    | 6. Apr. 1996         | 2. Nov. 1996                          | LeVar Burton     | Ronald D. Moore, Idee: David Weddle, Bradley Thompson                      |
| Worf wird durch einen klingonischen Anwalt angeklagt, ein Raumschiff mit Zivilisten an Bord zerstört zu haben. Sisko kann jedoch letztlich die Unschuld Worfs beweisen. |           |                            |                        |                      |                                       |                  |                                                                            |
| 91 | 19        | Strafzyklen                | Hard Time              | 13. Apr. 1996        | 4. Nov. 1996                          | Alexander Singer | Robert Hewitt Wolfe, Idee: Daniel Keys Moran, Lynn Barker                  |
| Chief O’Brien wird durch fremde Wesen die Erinnerungen an einen 20-jährigen Gefängnisaufenthalt eingepflanzt und droht sich aufgrund des dadurch empfundenen Traumas von seinen Mitmenschen zu entfremden. |           |                            |                        |                      |                                       |                  |                                                                            |
| 92 | 20        | Der zerbrochene Spiegel    | Shattered Mirror       | 20. Apr. 1996        | 5. Nov. 1996                          | James L. Conway  | Ira Steven Behr, Hans Beimler                                              |
| Sisko wird in das Spiegeluniversum gelockt, wo er den Rebellen dabei helfen soll, das dortige Pendant der Defiant funktionsfähig zu machen. |           |                            |                        |                      |                                       |                  |                                                                            |
| 93 | 21        | Die Muse                   | The Muse               | 27. Apr. 1996        | 6. Nov. 1996                          | David Livingston | René Echevarria, Idee: René Echevarria, Majel Barrett-Roddenberry          |
| Die schwangere Lwaxana Troi flieht vor ihrem Ehemann auf die Station. Dieser hat gedroht, ihr das männliche Kind nach der Geburt wegzunehmen, da in seiner Kultur Kinder streng getrennt vom anderen Geschlecht aufwachsen. Um ihr zu helfen schlägt Odo vor, sie noch vor der Geburt zu heiraten. Dadurch würde das Recht, über das Kind zu bestimmen, auf ihn übergehen. Unterdessen trifft Jake eine Frau mit außergewöhnlichen Fähigkeiten, mit denen sie seine Produktivität als Schriftsteller stimuliert. Dies hat allerdings gefährliche Auswirkungen auf seine Gesundheit. |           |                            |                        |                      |                                       |                  |                                                                            |
| 94 | 22        | In eigener Sache           | For The Cause          | 4. Mai 1996          | 7. Nov. 1996                          | James L. Conway  | Ronald D. Moore; Idee: Mark Gehred-O'Connell                               |
| Der Sternenflottenoffizier Michael Eddington, der bislang auf DS9 stationiert war, schließt sich dem Maquis an; dabei werden auch Kassidy Yates’ Verwicklungen in Aktivitäten des Maquis offenbar und Sisko entwickelt eine Rachsucht gegen Eddington. Ziyal und Garak beginnen, freundschaftlich miteinander zu verkehren. |           |                            |                        |                      |                                       |                  |                                                                            |
| 95 | 23        | Die Abtrünnigen            | To The Death           | 11. Mai 1996         | 8. Nov. 1996                          | LeVar Burton     | Ira Steven Behr, Robert Hewitt Wolfe                                       |
| DS9 wird von einer Gruppe abtrünniger Jem’Hadar-Soldaten angegriffen und schwer beschädigt, sodass Siskos Crew mit der Defiant die Angreifer zu finden versucht, wobei sie auch mit einigen loyalen Jem’Hadar zusammenarbeiten muss. |           |                            |                        |                      |                                       |                  |                                                                            |
| 96 | 24        | Hoffnung                   | The Quickening         | 18. Mai 1996         | 9. Nov. 1996                          | René Auberjonois | Naren Shankar                                                              |
| Auf einem Planeten im Gamma-Quadranten hilft Bashir den Bewohnern dabei, sie von ihrer bislang tödlich verlaufenden Krankheit zu heilen, mit der sie einst durch das Dominion infiziert wurden. |           |                            |                        |                      |                                       |                  |                                                                            |
| 97 | 25        | Quarks Schicksal           | Body Parts             | 8. Juni 1996         | 11. Nov. 1996                         | Avery Brooks     | Hans Beimler Idee: Louis P. DeSantis, Robert J. Bolivar                    |
| Nachdem bei Quark eine tödlich verlaufende Krankheit diagnostiziert wurde, verkauft er seine Körperteile höchstbietend, kann aber nicht liefern, als sich die Ankündigung seines Todes als falsch herausstellt. Nachdem O’Briens Frau Keiko bei einem Shuttle-Unfall verletzt wurde, muss Bashir ihr ungeborenes Baby in Kiras Körper transplantieren. |           |                            |                        |                      |                                       |                  |                                                                            |
| 98 | 26        | Das Urteil                 | Broken Link            | 15. Juni 1996        | 12. Nov. 1996                         | Les Landau       | Ira Steven Behr, Robert Hewitt Wolfe; Idee: George A. Brozak               |
| Odo erkrankt schwer und kann kaum noch seine menschliche Form halten. Da er zu sterben droht, bringt ihn die Defiant in den Gamma-Quadranten zu seinem Volk, den Gründern. Es stellt sich heraus, dass Odo dort für den Mord an einem Artgenossen verurteilt werden soll. |           |                            |                        |                      |                                       |                  |                                                                            |

## Produktion
Wegen der Neuerungen zum Staffelbeginn wurde die ursprünglich als Staffeleröffnung geplante Geschichte abermals verschoben und schließlich zur Staffelmitte in Form der Episoden Die Front (Homefront) und Das verlorene Paradies (Paradise Lost) verwirklicht.
Ein Gericht verurteilte Paramount zur Zahlung von 100.000 US-$ an das Filmstudio United Artists, das die Rechte für die Marke James Bond innehat und in den Ähnlichkeiten der Handlung der Episode Unser Mann Bashir (Our Man Bashir) zu James Bond diese Rechte verletzt sah.
Der Handlungsstrang, in dem Kira das Baby der O’Briens austrägt, diente zum Verbergen von Nana Visitors Schwangerschaft.

## Kritiken
„Trotz allen Neuerungen will sich in der ersten Hälfte der Staffel keine richtige Begeisterung bei mir einstellen. Zu sehr scheinen viele Folgen an der Begrenzung auf eine Dreiviertelstunde zu leiden und man ist geradezu enttäuscht, wenn eine Serie wie DS9, die an anderer Stelle mit ihrer Komplexität überzeugt, dann doch davor zurückscheut, einschneidende Veränderungen auch wirklich vorzunehmen und stattdessen am Ende der Folge doch wieder alles beim Alten ist. Gerade bei einer Folge wie ‚Wiedervereinigt‘ […] ist dies zu bemerken. Allerdings […] geht nicht jede Geschichte den einfachsten Weg. Wenn etwa Dr. Bashir in der Folge ‚Hoffnung‘ nach einer Heilung für einen erblichen Virus unter der Bevölkerung eines fremden Planeten sucht, dann ist hier die Auflösung einmal nicht die, dass er als uneingeschränkt strahlender Held einen ganz selbstverständlichen und vorhersehbaren Sieg einfährt. […] Actionreiche Folgen wechseln sich mit experimentellen und storymäßig interessanten ab, aber für viele eingeführte und übergreifende Handlungsfäden bleibt da oft zu wenig Zeit. Daher ist diese Staffel auch etwas weniger ausgewogen als die vorherigen; dafür entschädigen jedoch viele sehr hochklassige Episoden.“

| | |
| […] 26 episodes of highly entertaining and well-crafted science fiction. The writers seem to have appreciated the dramatic depth and potential for good stories in the direction that DS9 has gone in, as well as the merits of having the various episodes in a season more interconnected. In addition to continuing to push forward in the main story arcs, more and more we're seeing a greater willingness in the stories to draw on material introduced in earlier seasons, […]. The result is that the individual episodes fit more into a coherent and evolving whole […]. And that's the way it should be. – Holly E. Ordway: DVD talk | „26 Episoden hochunterhaltsamer und gutgemachter Science-fiction. Die Autoren scheinen dramatische Tiefe, Potential für gute Geschichten in der von DS9 eingeschlagenen Richtung und verdienen Anerkennung dafür, die verschiedenen Episoden der Staffel stärker miteinander verbunden zu haben. Zusätzlich zu den fortschreitenden Haupthandlungsbögen sehen wir mehr und mehr eine stärkere Bereitschaft, sich in den Geschichten auf Material zu beziehen, das in früheren Staffeln eingeführt wurde. Im Ergebnis fügen sich die einzelnen Episoden stärker in ein kohärentes und sich kontinuierlich entwickelndes Ganzes. Und das ist es, worauf es ankommt.“ |

„Die Ankunft von Worf markiert in der Tat den zweiten Anfang der Serie, und auch den Punkt, ab dem man sie wirklich nicht mehr verpassen sollte, denn ab hier ist ‚Deep Space Nine‘ schlichtweg das qualitativ hochwertigste Stück Fernsehen des gesamten Trek-Universums – wenn nicht des ganzen SciFi-Bereichs.“

| | |
| […]I didn't like the fact that the producers felt it necessary to bring Worf on board the station. […] DS9 was a very strong show that didn't need any propping up from its predecessor. […] But I do have to say that season four is the weakest to date. […] Many of the episodes seemed inconsequential and didn't play as well as other efforts. – Eric Profancik: DVD verdict | „Ich mochte es nicht, dass die Produzenten es für nötig erachteten, Worf an Bord der Station zu bringen. DS9 war eine sehr starke Serie, die keine Stütze durch ihren Vorgänger nötig hatte. Aber ich muss sagen, dass Staffel 4 die bisher schwächste ist. Viele Episoden schienen inkonsequent und spielten nicht so gut wie andere Anstrengungen.“ |

## Auszeichnungen
- Golden Reel Award 1995, nominiert: Bester Tonschnitt (Dialog), für Ep. Der Weg des Kriegers
- ASCAP Awards 1996, 1997: Beste Fernsehserie
- NAACP Image Award 1996 und 1997, nominiert: Bester Hauptdarsteller in einer Dramaserie, für Avery Brooks
- Young Artist Award 1996, nominiert:
  - Beste Leistung eines Jungschauspielers – Drama-Fernsehserie, Cirroc Lofton
  - Beste Leistung eines Jungschauspielers – Fernsehseriengastrolle, Richard Jackson
- Hugo Award 1996, nominiert: Beste dramatische Leistung, für Ep. Der Besuch
- Primetime-Emmy-Verleihung 1996, nominiert:
  - Beste Einzelleistung in Frisur für eine Serie, für Ep. Unser Mann Bashir
  - Beste Einzelleistung in Kostümgestaltung für eine Serie, für Ep. Die Muse
  - Beste Einzelleistung in Make-up für eine Serie, für Ep. Der Besuch
  - Beste Einzelleistung in Musikkomposition für eine Serie, für Ep. Unser Mann Bashir
  - Beste Einzelleistung in visuelle Spezialeffekte, für Ep. Der Weg des Kriegers
- Saturn-Award-Verleihung 1996, nominiert: Beste Genre-Fernsehserie